# Харшниця (гміна)
Гміна Харшниця (пол. Gmina Charsznica) — сільська гміна у південній Польщі. Належить до Меховського повіту Малопольського воєводства.
Станом на 31 грудня 2011 у гміні проживало 7693 особи.

## Площа
Згідно з даними за 2007 рік площа гміни становила 78.28 км², у тому числі:
- орні землі: 87.00%
- ліси: 6.00%

Таким чином, площа гміни становить 11.57% площі повіту.

## Населення
Станом на 31 грудня 2011:
| Опис     | Загалом | Загалом | Чоловіки | Чоловіки | Жінки | Жінки |
| -------- | ------- | ------- | -------- | -------- | ----- | ----- |
| одиниця  | осіб    | %       | осіб     | %        | осіб  | %     |
| все      | 7693    | 100     | 3774     | 49.06    | 3919  | 50.94 |
| міське   | 0       | 100     | 0        |          | 0     |       |
| сільське | 7693    | 100     | 3774     | 49.06    | 3919  | 50.94 |

## Сусідні гміни
Гміна Харшниця межує з такими гмінами: Вольбром, Ґолча, Жарновець, Козлув, Ксьонж-Велькі, Мехув.